# Liudvikas Simutis
Liudvikas Simutis (* 27. August 1935 in Kaunatava, Rajongemeinde Telšiai; † 4. November 2014 in Kaunas) war ein litauischer Politiker.

## Leben
1941 wurde sein Vater von Kommunisten in Rainiai bei Telšiai gefoltert (s. Massaker von Rainiai). Liudvikas Simutis absolvierte eine Mittelschule, zu dieser Zeit wurden ihm antisowjetische Tätigkeiten vorgeworfen. 1955 wurde er als Partisan und Mitglied von Lietuvos laisvės kovos sąjūdis zur Todesstrafe verurteilt. Danach wurde er mit Freiheitsstrafe von 25 Jahren bestraft. Bis 1977 verbrachte er die Zeit in Lagern in Sibirien. Von 1990 bis 1992 war er Abgeordneter im Seimas und danach Mitarbeiter von Rytas Kupčinskas.
Simutis war verheiratet. Mit seiner Frau Irena hatte er drei Söhne und drei Töchter.
Simutis war Mitglied der Partei Tėvynės Sąjunga.

## Auszeichnungen
- Vyčio Kryžiaus ordinas